# 1085 Amaryllis
1085 Amaryllis là một tiểu hành tinh bay quanh Mặt Trời. Ban đầu nó có tên là 1927 QH. The numerical designation indicates this was the 1085th asteroid discovered.